# 객산
객산(客山)은 대한민국 경기도 하남시에 있는 산이다. 높이는 301m이며 남한산 줄기에 속한다. 옛날 마귀 할멈이 한양에 있는 남산과 같은 산을 만들려고 이천의 도드람산을 떠서 치마폭에 싸가지고 가다가 힘이 들어 이곳에 놓고 그냥 가버렸다는 설화가 있다. 객산이란 이름은 객지에서 온 산이라 하여 붙여진 이름이다. 산 아래에는 선법사가 있다.

## 같이 보기
- 한국의 산